# Geoffrey Picard
Geoffrey Picard   (Oakland, 20 de març de 1943 - Tahoe City, 14 de setembre de 2002) fou un remer estatunidenc que va competir durant la dècada de 1960.
El 1964 va prendre part en els Jocs Olímpics d'Estiu de Tòquio, on guanyà la medalla de bronze en la prova del quatre sense timoner del programa de rem. Formà equip amb Richard Lyon, Theodore Mittet i Ted Nash.
Estudià a la Universitat Harvard i posteriorment va treballar a la companyia Morgan Stanley, on acabaria sent-ne soci i vicepresident.